# Portabandera del Rei d'Aragó

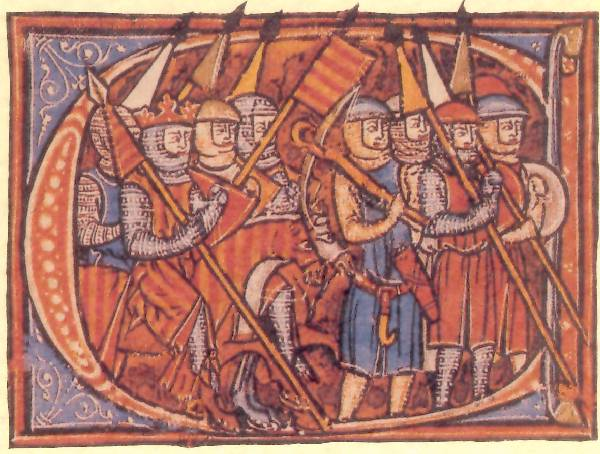
Caplletra C del Vidal Mayor
S'hi representa el rei Jaume I d'Aragó; la sobrecota, el guió triangular de la llança i les gualdrapes del cavall porten la Senyera Reial.
A la seva esquerra hi ha el Portabandera del Rei d'Aragó portant la Senyera Reial

El Portabandera del Rei d'Aragó o Alferes era un càrrec de la màxima dignitat a la Corona d'Aragó i era l'encarregat de portar i custodiar la Senyera Reial del Rei d'Aragó durant les campanyes militars.

## Història
El segle xii a la cort catalanoaragonesa va aparèixer el càrrec de senyaler reial amb les funcions tant de cap de la guàrdia personal del sobirà com de portabandera de l'estendard reial al camp de batalla. En ocasions cerimonials també s'ocupava de presentar solemnement l'espasa del rei. Aquesta dignitat era molt similar a la de l'alférez mayor del reino, el càrrec homòleg a la corona castellana.
Però amb el temps va perdre atribucions i dignitat, fins al punt que a la baixa edat mitjana només desenvolupava la funció de banderer reial.

### Llista de portabanderes coneguts
Entre 1162 i 1196 foren alferes Ximeno d'Atrosilla, Gonçalbo Copelino, Sancho Ramírez, Artal II d'Alagón, Tarino i Portolés. El 1229 ho era Pero Cornel III.

## Orígens llegendaris
Les Cròniques de l'edat moderna recullen dues versions de la llegenda històrica entorn del Portabandera del Rei d'Aragó i la Senyera Reial. La llegenda explica que el rei Alfons II d'Aragó, fill de Ramon Berenguer IV de Barcelona i de Peronella d'Aragó, decidí canviar les armes dels reis d'Aragó i adoptar les armes comtals del seu pare, els Quatre Pals, convertint-la en la Senyera Reial del Rei d'Aragó. Davant d'aquest canvi, l'aristocràcia militar aragonesa li reclamà que, ja que adoptava el senyal dels comtes de Barcelona, els reservés el privilegi de ser els seus portabanderes. El rei Alfons II d'Aragó acceptà i a partir d'aleshores el càrrec de Portabandera del Rei d'Aragó estigué reservat a l'aristocràcia militar aragonesa. L'altra versió de la llegenda afirma que el canvi de les armes dels reis d'Aragó i el privilegi de ser portabandera ja ho pactaren el comte Ramon Berenguer IV de Barcelona i el rei Ramir II d'Aragó en tractar-se els capítols matrimonials del comte de Barcelona i la reina Peronella d'Aragó.